# Calanthe brevicornu
Calanthe brevicornu är en orkidéart som beskrevs av John Lindley. Calanthe brevicornu ingår i släktet Calanthe och familjen orkidéer. Inga underarter finns listade i Catalogue of Life.